# Chiesa dell'Immacolata Concezione (Villarosa)
La chiesa dell'Immacolata Concezione è una chiesa in Villarosa in provincia di Enna ed è dedicata all'Immacolata Concezione.
La prima chiesetta fu costruita intorno al 1500.

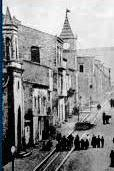
La chiesa Madonna di Magando (alla sinistra), demolita nel 1932 per la costruzione della Chiesa dell’Immacolata Concezione, Villarosa.
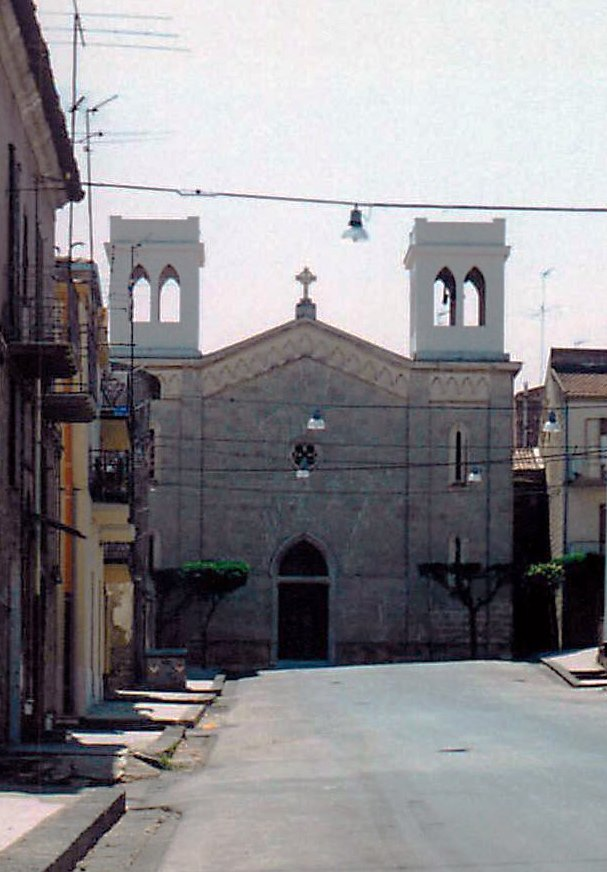
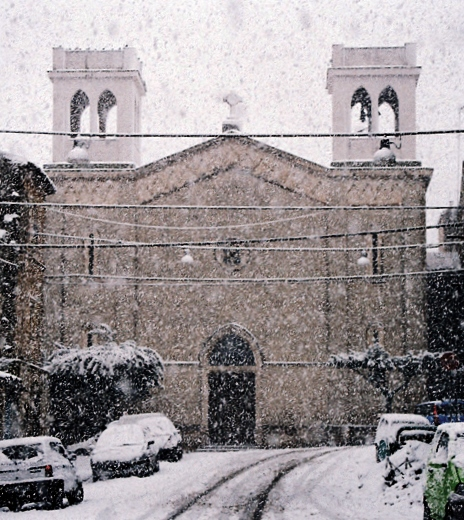
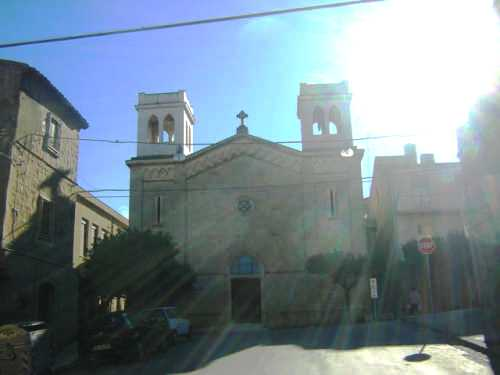
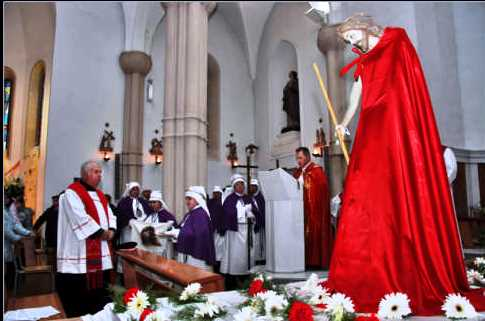
Chiesa dell'Immacolata Concezione, interno
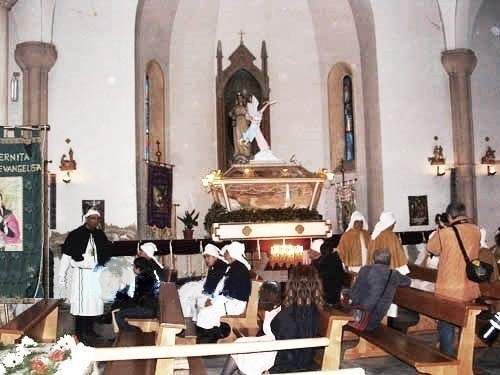
Chiesa dell'Immacolata Concezione, interno